# Kawai
La Kawai Musical Instrument Research Laboratory (nota semplicemente come Kawai) è una azienda giapponese specializzata nella produzione di pianoforti e tastiere, tra le più rinomate e lussuose nel suo campo.

## Storia
L'azienda fu fondata a Hamamatsu (Prefettura di Shizuoka) nel 1927 da Koichi Kawai, con l'ausilio di sette colleghi. Con il passare del tempo, la produzione della ditta crebbe a livelli elevati, poiché dagli inizi degli anni cinquanta, vennero registrati 1500 pianoforti venduti per anno. Koichi morì improvvisamente nel mese di ottobre del 1955, all'età di 70 anni, e venne sostituito dall'allora trentatreenne Shigeru Kawai, che si rivelò l'artefice della modernizzazione dell'azienda di famiglia.
Shigeru, per incentivare le vendite dei suoi prodotti, fece costruire delle accademie per preparare all'insegnamento di musica (Kawai Academy of Music) in modo da aprire anche varie scuole musicali (Kawai Music Schools). Questa strategia ebbe successo. Con l'arrivo degli anni sessanta, Shigeru iniziò la distribuzione dei suoi prodotti al di fuori dei confini nazionali: nel 1963 lanciò "Kawai America", in seguito "Kawai Europe", "Kawai Canada", "Kawai Australia" e "Kawai Asia".
Dal 1989, la presidenza della compagnia è stata affidata ad Hirotaka Kawai, figlio di Shigeru.